# Stegastes baldwini
Stegastes baldwini är en fiskart som beskrevs av Allen och Woods, 1980. Stegastes baldwini ingår i släktet Stegastes och familjen Pomacentridae. IUCN kategoriserar arten globalt som nära hotad. Inga underarter finns listade i Catalogue of Life.